# Hermann August Schwanert
Hermann August Schwanert (* 22. Oktober 1823 in Braunschweig; † 18. August 1886 in Bad Flinsberg, Landkreis Löwenberg, Provinz Schlesien) war ein deutscher Jurist und Hochschullehrer.

## Leben
Hermann August Schwanert war ein Sohn des Braunschweiger Kaufmanns Johann Andreas Christian Schwanert (1797–1830) und dessen Frau Henrike Mathilde, geb. Bode (1795–1835). Nach dem Abitur am Obergymnasium seiner Vaterstadt begann er Ostern 1843 an der Universität Göttingen das Studium der Rechtswissenschaften. Am 17. September 1846 wurde er an der Göttinger Juristischen Fakultät mit der preisgekrönten Abhandlung: „Enumeratio per universitatem successionum, quae exstant in iure Romano praeter hereditatem et bonorum possessionem“ zum Doktor der Rechte promoviert, zuvor hatte er sich in Wolfenbüttel dem Advokatenexamen unterzogen. 1848 folgte die Habilitation als Privatdozent für Römisches Recht und Kirchenrecht an der Universität Göttingen. Bis 1851 hielt er in Göttingen Vorlesungen über Römisches Recht und ging danach als außerordentlicher Professor für Römisches Recht an die Universität Prag. Im Jahr 1853 wechselte er als Nachfolger von Burkard Wilhelm Leist auf den Lehrstuhl für Römisches Recht und Zivilprozessrecht der Universität Rostock. Über zwei Jahrzehnte widmete sich Schwanert dort diesen Rechtsthemen, las zu Pandekten und Erbrecht. Neben dem Sitz in der juristischen Prüfungskommission ab 1863 war Schwanert im Spruchkollegium und ab 1866 als Assessor perpetuus in der Verwaltung der Universität tätig. Für die akademischen Jahr 1871/72 und 1872/1873 wurde er zum Rektor der Universität Rostock gewählt und war zwischen 1855 und 1874 fünfmal Dekan der Juristischen Fakultät. 1873 wurde ihm durch den Großherzog Friedrich Franz II. das Ritterkreuz der Wendischen Krone verliehen. Die Professur übernahm Gustav Ferdinand Kretschmar (1830–1897), als Schwanert 1874 dem Ruf als ordentlicher Professor des Römischen Rechts an die Universität Breslau folgte. 1880/1881 war er Rektor der Universität. Auch in Breslau fand seine Arbeit hohe Anerkennung mit der Verleihung des Titels eines Geheimen Justizrates und des Roter Adlerordens IV. Klasse.

## Familie
Hermann August Schwanert war verheiratet mit Caroline, geb. von Stein, Tochter des Majors Heinrich von Stein († 1839) und Schwester des Heinrich von Stein (1833–1896), ord. Professor der Philosophie an der Universität Rostock. Schwanerts jüngerer Bruder Hugo Franz Schwanert (1828–1902) war Chemiker, Professor und Rektor der Universität Greifswald.

## Schriften (Auswahl)
- Enumeratio per universitatem successionum, quae exstant in iure Romano praeter hereditatem et bonorum possessionem. Göttingen 1846 (Google Books)
- Über die Bedeutung des Studiums des Röm. Rechts in Österreich. Rohliček, Prag 1851
- Die Naturalobligationen des römischen Rechts. Vandenhoeck, Göttingen 1861. (online MDZ)
- Die Compensation nach römischem Recht. Rostock 1870.
- Das neue Reich und die Rechtswissenschaft. Rostock 1872.
- Gesetz und Gewohnheit. Rostock 1873.
- Rede bei der in Gegenwart Sr. Königl. Hoheit des Grossherzogs stattgehabten feierlichen Enthüllung der Gedenktafel für die im Kriege 1870 und 1871 gebliebenen Angehörigen der Universität Rostock – am 2. December 1872. Stiller, Rostock 1873